# AMC (Europa)
AMC é um canal de televisão por assinatura europeu lançado pela AMC Networks International em 2014, sendo uma subsidiária do canal AMC de origem norte-americana. O AMC substituiu o MGM Channel em Portugal e Espanha, a 5 de novembro de 2014, apenas expandindo-se à Polónia no dia 6 de maio de 2016, quase dois anos depois. Os dramas Halt & Catch Fire e The Divide, produzidos pela AMC, estão entre as primeiras séries originais com estreia no canal. O canal também exibe filmes da MGM, Universal Studios, Paramount Pictures, 20th Century Studios e Sony Pictures Entertainment. 
O canal foi lançado no Reino Unido em 28 de agosto de 2015, em parceria com a BT TV e a marca AMC da BT.  Até 2019, os clientes da Sky no Reino Unido tinham acesso ao canal se assinassem os planos do BT Sport, mas foi posteriormente retirado da plataforma em 2 de outubro de 2019, tornando o canal exclusivo para assinantes da BT TV.
O AMC por ser fechado na Holanda e na Flandres no dia 31 de dezembro de 2018 e na Rússia no dia 1 de janeiro de 2019, onde foi substituído pelo canal Hollywood HD.  

## Logotipos

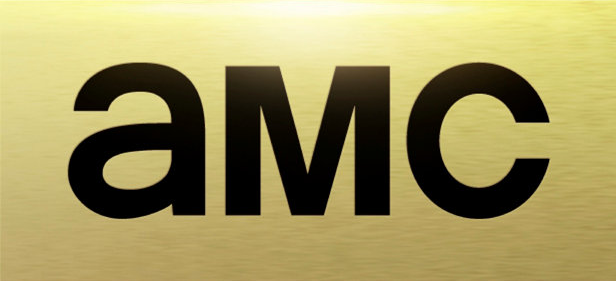
2014–2016
2016–2019
Desde 2019